# Tchessa Abi
Tchessa Abi, né le 31 décembre 1965 à Yadé dans la préfecture de Kozah au Togo, est un avocat et homme politique togolais. Il a été ministre togolais de la Justice de 2005 à 2009

## Biographie

### Enfance, éducation et débuts
Tchessa Abi nait le 31 décembre 1965 à Yadé, préfecture de Kozah au Togo.
En 1984, il soutient une thèse de doctorat à l'université de Clermont-Ferrand 1 sous la direction de Jean Stoufflet,.

### Carrière
Entre 2005 et 2009, il occupe le poste de ministre de la justice au Togo. Avant sa nomination en tant que ministre, il est à la tête du parti Pacte Socialiste pour le Renouveau (PSR),.

## Vie privée
Son fils Charles Abi est un footballeur professionnel.